# شهرستان شومپرک
ناحیهٔ شومپرک (به لاتین: Šumperk District) یک ناحیه در جمهوری چک است که در منطقه اولوموتس واقع شده‌است. ناحیهٔ شومپرک ۱٬۳۱۳٫۰۶ کیلومتر مربع مساحت و ۱۲۴٬۷۴۵ نفر جمعیت دارد.